# Hugo Schuchardt
Hugo Ernst Mario Schuchardt (4. únor 1842, Gotha (Durynsko) – 21. duben 1927, Štýrský Hradec) byl německojazyčný jazykovědec, jenž se zabýval na akademické úrovni studiem románských, kreolských a kavkazských jazyků.

## Život
Narodil se jako syn notáře Ernsta Julia Schuchardta a jeho ženy Malvine von Bridel-Brideri. Studoval filozofii, filologii a jazyky na univerzitách v Bonnu (mimo jiné i u Friedricha Christiana Dieze) a Jeně, studium završel doktorátem na téma Vokalismus ve vulgární latině v roce 1864. V 70. letech 19. století zastával různé profesorské pozice na univerzitách v Lipsku, Halle nebo také Grazu.